# Collège de Pampelune
Le collège de Pampelune ou Sainte-Catherine est un ancien collège de l'université de Toulouse. Ses bâtiments se trouvent rue Léon-Gambetta, dans l'actuel quartier Capitole (secteur 1) de Toulouse, en France.
Fondé en 1382, au sud du quartier universitaire de la ville, c'est un collège qui accueille des boursiers. Il doit son nom à son fondateur, le cardinal Pierre de Monteruc, éphémère évêque de Pampelune, important prélat de la cour papale d'Avignon dans la deuxième moitié du XIVe siècle. Épargné lors de la suppression de la plupart des collèges toulousains en 1551, il ne subsiste que difficilement, jusqu'à la Révolution française, où il finalement fermé. Il est finalement démoli vers 1811, lorsque l'architecte Jacques-Pascal Virebent fait aménager la place du Capitole.

## Histoire
Pierre de Monteruc est une figure de premier plan de la cour pontificale à Avignon dans la deuxième moitié du XIVe siècle. Né, à une date inconnue, probablement dans la première décennie du XIVe siècle, au château de Donzenac, dans le Limousin, il appartient à une famille de la petite noblesse. Par sa mère, il est le neveu d'Étienne Aubert, membre influent du Sacré collège, cardinal depuis 1342. Comme son oncle, Pierre de Monteruc fait ses études en droit à l'université de Toulouse, où il obtient le grade de licencié et où il est ordonné prêtre. Lorsque Étienne Aubert est élu pape sous le nom d'Innocent VI au conclave du 18 décembre 1352, sa carrière, comme celle de ses cousins Audoin et Étienne Aubert, s'accélère et il accumule les bénéfices. En 1355, il est choisi comme évêque de Pampelune, où il ne se rend cependant jamais car, dès l'année suivante, le 23 décembre 1356, il est créé cardinal-prêtre de Sainte-Anastasie. En 1361, il succède à Pierre des Prés comme vice-chancelier. La même année, le pape le charge de superviser le collège Saint-Martial qu'il avait fondé deux ans plus tôt à Toulouse. Il semble qu'il ait assumé la même charge pour un collège voisin, le collège de Périgord.
À la tête d'une importante fortune personnelle, Pierre de Monteruc envisage, dès 1375, de fonder à son tour un collège à Toulouse. Il obtient du pape Grégoire XI et du roi de France Charles V les autorisations nécessaires. Le collège Sainte-Catherine, alias de Pampelune, est officiellement créé le 4 février 1382 et pourvu de statuts, approuvés par une bulle du pape Clément VII. Il est destiné à accueillir deux prêtres et douze étudiants en droit civil ou canon, dont six du diocèse de Limoges. Il est d'abord dirigé par un représentant du cardinal, Jean de Nebegiis, licencié en droit civil. Le collège est installé dans une maison que possède Pierre de Monteruc, après l'avoir achetée à un de ses parents, l'évêque de Castres Hélie de Donzenac. Il se compose de trois corps de bâtiment qui s'organisent autour d'une cour et d'un jardin, entre la rue des Argentiers (actuelle rue Léon-Gambetta), où se trouve l'entrée principale, la rue des Gestes et la rue Servinières, où se trouve une porte plus petite (actuel no 47 rue Saint-Rome). Au rez-de-chaussée se trouvent la chapelle, la grande salle et les communs. À l'étage se trouvent les 24 chambres des étudiants. Pour assurer la subsistance du collège, Pierre de Monteruc le dote de plusieurs biens et de 300 livrées de terres, en particulier de la seigneurie et du château de la Tour à Belberaud, et de métairies, comme la ferme de Cinquante à Ramonville ou celle de Camparol à La Magdelaine-sur-Tarn. À Auzeville-Tolosane et Castanet-Tolosan, il prélève la moitié des dîmes, partagées avec l'archevêque de Toulouse.
Le collège est encore réaménagé au XVIe siècle, comme en témoignait un corps de bâtiment de style Renaissance. Mais à partir du milieu du XVIe siècle, marqué par les troubles religieux, le collège connaît des difficultés croissantes. Au mois de mai 1562, le collège est directement touchés par les combats de rue entre factions catholiques et protestantes. Dans la nuit du 11 au 12 mai, 1 000 à 1 200 protestants, menés par le capitoul Pierre Ducèdre et le capitaine Saux, s'introduisent dans le Capitole, puis barricadent le quartier. Ils occupent en particulier le collège Saint-Martial, le collège Sainte-Catherine et le collège de Périgord. Ils ne sont abandonnés que le 17 mai, à la fin des combats, marqués par l'échec et la fuite des protestants.
À partir du XVIIe siècle, la baisse des revenus du collège ne lui permettent pas d'assurer ses réparations. Il est cependant notable que le jeune Jean-François Marmontel y obtienne une place le 30 novembre 1743, où il reste avant de partir pour Paris sur l'insistance de Voltaire. Il ferme finalement en 1792, à la Révolution française, et il est progressivement détruit. En 1811, cette démolition permet à l'architecte de la ville, Jacques-Pascal Virebent, d'aménager la place du Capitole et d'élever les façades du côté sud de la place et celle de la rue des Argentiers selon le nouvel alignement.

## Vestiges
Dans la cour intérieure de l'hôtel Crowne Plaza sont conservés deux pans de mur de l'ancien collège de Pampelune.